# Homoousia
Homoousia este un termen teologic adoptat la Sinodul de la Niceea din anul 325 privind relația între Dumnezeu Fiul și Dumnezeu Tatăl, fiind echivalent termenului latin Cosubstantialis formulat de Tertulian. Este inclus în Crezul de la Niceea. Înaintea acestui sinod, termenul era folosit de gnostici. Termenul homoosia exprimă principiul fundamental creștin cu privire la identitatea esenței lui Dumnezeu și a lui Hristos.